# ヒメウズラシギ
ヒメウズラシギ（姫鶉鷸、学名：Calidris bairdii）は、チドリ目シギ科に分類される鳥類の一種である。

## 分布
主に北アメリカ大陸北部で繁殖する他、グリーンランド北西部、シベリア東部にも繁殖地がある。冬季は、南アメリカ大陸南部に渡り越冬する。
日本では、まれな旅鳥として本州や石垣島で記録がある。早秋に1～2羽が観察されることが多く、そのほとんどが幼鳥である。

## 形態
全長約15cm。雌雄同色である。夏羽は頭頂から背にかけてが黄褐色で、背からの上面はやや黒味を帯びてみえる。顔と胸は黄褐色で黒く細かい縦斑がある。顔の眉斑は白色。体の下面は白色である。冬羽は上面が灰褐色になる。翼が長く、たたんだ時は翼の先が尾よりも著しく突出している。幼鳥は、体の上面がバフ色で、翼は黒い軸斑とバフ色の羽縁によって鱗状に見える。

## 生態
水田や湿地、河口、干潟などに渡来する。越冬地では群れで生活するが、日本では、1-2羽が他のシギ類と一緒に行動していることが多い。繁殖期は、海岸近くや内陸山地の乾燥したツンドラに生息する。
食性は動物食で、甲殻類や貝類を採食する。
繁殖形態は卵生。多少植物の生えた地上に営巣する。
「クリィーッ」、「プリーッ」などと鳴く。